# James Flynn
James (Jim) Robert Flynn (født 28. april 1934, død 11. december 2020) var professor i politiske studier på Otago-universitetet i Dunedin, New Zealand og forsker i intelligens.
Han er kendt for sine publikationer om en vedvarende stigning i IQ-scorer i hele verden, hvilket nu benævnes Flynn-effekten. Han var oprindeligt fra Washington D.C. i USA og blev uddannet i Chicago. Han emigrerede til New Zealand i 1963.

## Forskning
Flynn arbejdede på at definere intelligens på en så generel måde, at den er uafhængig af kultur. Hen fremhævede blandt andet, at de tankemåder, som kræves for at håndtere problemer med overlevelse fx i en ørken utvivlsomt adskiller sig meget fra det, som kræves for at overleve i et moderne vestligt samfund, men at begge uden tvivl kræver intelligens.

## Forfatterskab
- Race, IQ and Jensen London and Boston: Routledge & Kegan Paul, 1980. ISBN 0710006519
- Humanism and Ideology: an Aristotelian View London and Boston: Routledge and Kegan Paul, 1973. ISBN 0710074425
- Asian Americans : Achievement Beyond IQ Hillsdale, N.J.: L. Erlbaum Associates, 1991. ISBN 0805811109
- How to defend humane ideals: substitutes for objectivity Lincoln, Neb.: University of Nebraska Press, 2000. ISBN 0803219946
- What is intelligence? : beyond the Flynn effect Cambridge, UK ; New York: Cambridge University Press, 2007. ISBN 9780521880077
- Where Have All the Liberals Gone?: Race, Class, and Ideals in America Cambridge, UK ; New York: Cambridge University Press, 2008. ISBN 9780521494311
- The Torchlight List: Around the World in 200 Books New Zealand: Awa Press, 2010. ISBN 9780958291699